# 弘前市立福村小学校
弘前市立福村小学校（ひろさきしりつふくむらしょうがっこう）は、青森県弘前市大字福村1丁目にある公立小学校。

## 沿革
- 1876年（明治9年）10月30日 - 福村5番地の木村弥次右衛門宅を仮校舎とし、知新小学として開校。
- 時期不明 - 知新簡易小学校と改称。
- 1877年（明治10年） - 福田村字福岡17番地に校舎新築移転。
- 1878年（明治11年）5月 - 新里地区を学区から分離し、新里小学設置。
- 1891年（明治24年） - 知新尋常小学校と改称。
- 1902年（明治35年） - 福田へ校舎を増改築を兼ねて移転。
- 1917年（大正6年）4月 - 学校医設置。
- 1935年（昭和10年）2月11日 - 当地へ新築移転。
- 1941年（昭和16年）4月1日 - 国民学校令により、福村国民学校と改称。
- 1947年（昭和22年）4月1日 - 学制改革により、福村（本校）・新里・外崎の3国民学校を併合し、外崎に豊田村立豊田小学校（現：弘前市立豊田小学校）を設立。本校は、豊田小学校福村分校と改称。
- 1948年（昭和23年）4月1日 - 新里分校を併合し、豊田村立福村小学校として独立。
- 1955年（昭和30年）3月1日 - 市町村合併により、弘前市立福村小学校となる。
- 1957年（昭和32年）8月 - 創立80周年記念として、校章制定・校旗樹立。
- 1961年（昭和36年）5月29日[1] - 台風4号の影響で、東側校舎が倒壊する被害発生。
- 1962年（昭和37年）7月 - 東側校舎新築落成。
- 1969年（昭和44年）4月 - 特殊学級（1学級）設置。
- 1980年（昭和55年） - 現校舎完成[2]。
- 2001年（平成13年） - 長命化工事実施[3]。
- 2012年（平成24年）3月25日 - 校舎を増築[4]。

## 通学区域
新里（字西里見を除く）、福村、福田、境関、福田1～3丁目、境関1丁目、末広5丁目、田園4・5丁目、福村1丁目、早稲田全域

## 進学先中学校
- 弘前市立東中学校[6]

## 交通
- 北星交通「福村新里地区線予約制乗合タクシー」で、「福村小学校前」停留所下車[7]。
  - 弘前駅城東口からは、「福村小学校前」まで、田園先回りで13分、新里先回りで22分。
  - 利用時は、事前予約が必要。